# Karen Briggs (violinista)
Karen Briggs es una virtuosa violinista estadounidense nacida en Manhattan, Nueva York en 1963. Creció en Portsmouth (Virginia) y comenzó sus primeras lecciones de violín a los 12 años. A los 15 podría decirse que inició su carrera profesional, destacándose más tarde como intérprete de la Orquesta Sinfónica de Virginia a partir de 1983 y por un periodo de cuatro años. 
En esa época, Karen comenzó a plantearse su futuro musical como intérprete independiente, y su elección de estilos que mejor la representaban, afirmándose en esta tendencia musical en el jazz y el góspel, simultáneamente a su distanciamiento de la música clásica.
En 1987 regresó a Nueva York y allí desempeñó una ascendente carrera como solista, ganando diversos premios y menciones. En 1988 contrajo matrimonio y se trasladó a Los Ángeles, California, donde inició sus primeras presentaciones como solista profesional, viajando por diversas ciudades de Estados Unidos y Japón.
Su despegue y consagración internacional como intérprete de gran relevancia tuvo lugar a partir de su incorporación en 1991 al plantel del teclista griego y compositor de música instrumental Yanni, con quien realizó varias giras internacionales durante trece años. Existen videos de algunos de esos conciertos, como los denominados Yanni Live at the Acrópolis grabado en directo en Grecia y Tribute, este último grabado en directo en el palacio de Taj Mahal (India) y la Ciudad Prohibida (China), en los que las presentaciones de Briggs cobran un vuelo interpretativo de superlativa calidad. El trabajo en la gira denominada Etnicity durante 2004 fue su última fase en esta trascendente etapa de su carrera junto a Yanni.
Karen Briggs asimismo realizó diversos trabajos musicales y presentaciones solistas, como la de 1994 junto al pianista Dave Grusin, y también con Stanley Clarke, Wynton Marsalis, Roni Benise, Daniel de los Reyes, Marla Gibbs, Kenny Loggins, Ashley Maher, Taliesin Orchestra y Diana Ross.  Ha tenido una incursión como actriz en la película Music Of The Heart, y también compuso su banda sonora.
En 1999 integró junto al bajista Stanley Clarke, el guitarrista Richie Kotzen, el baterista Lenny White y la teclista Rachel Z el grupo Vertú, considerado por algunos críticos como la continuación musical de la recordada banda Return to Forever, liderada en la década de 1970 por Chick Corea.
Briggs se destaca en el presente por su gran amplitud, virtuosismo y habilidad para la improvisación en varios estilos musicales experimentales como Jazz fusión y Afro Latino, sin abandonar otras búsquedas ni identificarse definitivamente con ninguno de ellos. En la actualidad reside tranquilamente junto a su familia en el estado de Maryland. 
Sigue siendo  reconocida y requerida por músicos de admirable profesionalidad y desde diversas partes del mundo, para integrar sus giras o participar en sesiones y grabaciones de estudio. La frescura y el gran talento de Karen Briggs ha sido admirado y elogiado en forma reiterada por Zubin Mehta.

## Discografía
- Karen (1992)
- Amazing Grace (1996)